# Ostriconi
L'Ostriconi (in corso Ustriconi) è un fiume della Corsica settentrionale.
La valle dell'Ostriconi costituisce una microregione della Corsica. Si estende sull'area di cinque comuni: (Pietralba, Lama, Urtaca, Novella e Palasca), che insieme non raggiungono i 1 000 abitanti.

## Il corso del fiume
L'Ostriconi segue un percorso da sud a nord, nel Nebbio e nella Balagna. Nasce dal colle di Santa Maria, presso il Monte Reghja di Pozzu, passa vicino Pietralba e, dopo 23,4 chilometri, si getta nell'ansa di Peraiola nel mar Mediterraneo, a est della famosa spiaggia dell'Ostriconi, al limite occidentale del désert des Agriates. Il bacino dell'Ostriconi prende tutti i ruscelli che scendono dal versante est monte Asto e della vicina Balagna. Ma a ovest il suo bacino è molto ristretto a causa del più grande Golo e dal Tartagino, dal Navaccia e dal San Colombano.

## Microregione

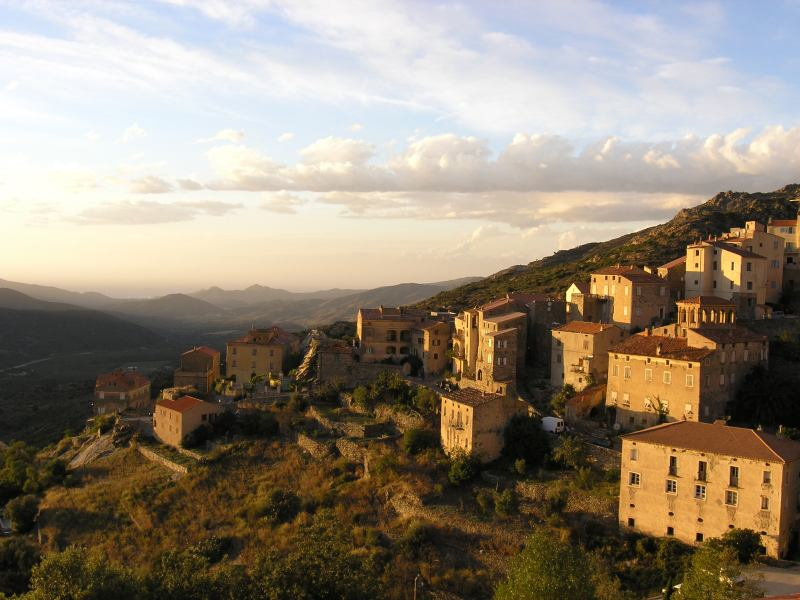
Il paese di Lama nella valle dell'Ostriconi

La valle dell'Ostriconi costituisce una microregione della Corsica. La valle si estende su cinque comuni (Pietralba, Lama, Urtaca, Novella e Palasca). Storicamente, l'Ostriconi costituiva una pieve della diocesi del Nebbio. Tre villaggi (Paghina, Cruschini, E Spelunche) sono al giorno d'oggi disabitati e la valle conta solamente 600 abitanti.
Il fiume è attraverstato dalla N1197 (la Balanina), costruita per sostituire la RN197. Inoltre vi sono varie strade dipartimentali che collegano i diversi paesi.

## La monocultura dell'olivo
In seguito a una legge della Repubblica di Genova impose la coltura di diversi alberi da frutto (castagno, gelso, fico, vite e olivo), gli oliveti coprono il fondovalle fino al versante medio. La Valle dell'Ostriconi è la zona di produzione della maggior parte dell'olio del Nord della Corsica. Numerosi mulini furono costruiti per questo, sia idraulici (chiamati e fabrice in corso) lungo l'Ostriconi che sia a trazione animale (i franghji).
All'inizio del 1900, la zona di Lama produceva ben 100 000  litri d'olio. Dopo le due guerre mondiali gran parte degli oliveti furono abbandonati. Nel 1971, un incendio devastò la Balagna e l'Ostriconi.

## Altre risorse
L'allevamento ovino è un'altra risorsa della valle.
Il turismo degli ultimi anni, con visita ai mulini, agli oliveti o agli allevamenti e il turismo equestre sono le altre risorse della valle.